# Aperel
Aperel (đôi khi được viết là Aperia) là một Tể tướng của Ai Cập cổ đại. Ông đã đảm nhiệm vai trò tể tướng dưới triều đại của các vị vua thuộc vương triều thứ 18 như Amenhotep III và Akhenaten. Bên cạnh là tể tướng, Aperel còn là một vị tướng chỉ huy các chiến xa và có tước hiệu Cha của Vị thần.

## Gia đình
Người vợ của Aperel có tên là Taweret. Aperel và Tawosret đã có ít nhất ba người con trai: Seny, Hatiay và Huy. Seny đã là một quản gia và Hatiay là một tư tế của Nefertem. Huy là một vị tướng chỉ huy kỵ binh, tướng chỉ huy các chiến xa và người ký lục các tân binh của Chúa Tể hai vùng đất, ông ta cũng đã được an táng trong ngôi mộ của cha mẹ mình.

## Ngôi mộ và an táng
Ngôi mộ của Aperel đã được phát hiện vào năm 1987 bởi người Pháp dưới sự giám sát của Alain Zivie. Ngôi mộ này được gọi tên là I.1 và nó nằm trong các vách đá của Bubasteion (một điện thờ được dành cho thần Bastet). Taweret, người vợ của Aperia, có thể là một quý bà có vai trò quan trọng bởi vì bà là người phụ nữ duy nhất thuộc thời kỳ Tân Vương quốc xác định được thời gian an táng bên trong một bộ ba chiếc quan tài. Người con trai Huy của họ được an táng vào năm thứ 10 của Akhenaten hoặc thậm chí lâu hơn. Những người con trai khác của Aperel được đề cập tới trong ngôi mộ là Seny, một vị quan và Hatiay, một tư tế.
Theo Strouhal, Aperel khoảng 50–60 tuổi vào lúc ông qua đời, vợ của ông Taweret khoảng 40–50 tuổi vào thời điểm bà mất, và người con trai Huy của họ là 25–35 tuổi vào lúc ông ta qua đời.